# Cinefilia
Cinefilia es el término que se utiliza para referirse al interés profundo por el cine, así como por la teoría y crítica cinematográfica.  Se trata de un acrónimo de la palabra cine y filia, una de las cuatro antiguas palabras griegas para referirse al amor.
A quien experimenta cinefilia se le llama cinéfilo, ya sea por mera afición, pasatiempo o por ser un experto analizador y crítico de filmes. En el idioma inglés, a veces se intercambia por la palabra francesa cinéaste; aunque en el francés original el término se refiere a un cinéfilo que también es un cineasta.

## Definición
En la reseña de un libro sobre la historia de la cinefilia, Mas Genesis escribe: la Cinefilia, a pesar de su significado etimológico evidente, amor por el cine, es un término que se resiste a una perspectiva completa y compartida. Generis también incluye una cita de la estudiosa de cine Annette Michelson, que afirma que no hay tal cosa como la cinefilia, sino más bien existen formas y períodos de cinefilia. Según describen Antoine de Baecque y Thierry Fremaux, la esencia definitiva de la cinefilia es una cultura del desechado que prefiere encontrar coherencia intelectual donde nada es evidente y elogiar aquello que está fuera de lo común y a la minoría.

## Historia
Desde el comienzo del cine mudo, ha habido cineclubs y publicaciones en las que la gente que sentía pasión por el cine podía hablar de sus intereses y ver trabajos escasos y más antiguos. Al comienzo del cine sonoro, había cada vez más gente interesada en ver películas más antiguas, que llevaron a la fundación de organizaciones como la Cinémathèque Française, el primer archivo importante que se dedicaba a la conservación de las películas.

### La cinefilia francesa en la posguerra
La comunidad cinéfila que se desarrolló en París durante las décadas siguientes a la Segunda Guerra Mundial fue quizá la más importante del siglo XX. Tanto la influencia de las películas extranjeras que se ocultaron durante la Ocupación como la proyección de programas de los cineclubs locales y la Cinémathèque Française generaron intereses en el cine internacional dentro de la cultura juvenil intelectual de la ciudad. En general, los cinéfilos del período implantan un modelo para futuros colectivos con ideas afines a través del entusiasmo por películas antiguas y contemporáneas.
Así, cineclubs con gran influencia de la época incluían Objectif 49, del cual formaron parte los miembros Robert Bresson y Jean Cocteau, y el Ciné-Club du Quartier Latin (el cineclub de Latin Quarter). La revista Revue du Cinéma, publicada por los miembros de ambos clubes, se convirtió en la influyente Cahiers du Cinéma, con Antoine de Baecque como redactor en jefe y con ediciones en varios idiomas.
Muchos de los espectadores de las proyecciones se convirtieron en críticos de cine y cineastas, y este hecho fue el origen del nuevo movimiento francés conocido como Nouvelle Vague. Muchos de ellos tuvieron regularidad, como André Bazin, François Truffaut, Jacques Doniol-Valcroze, Claude Chabrol, Jean-Luc Godard, Alexandre Astruc, Jacques Rivette y Luc Moullet, entre otros. Algunos, sobre todo Truffaut, mantuvieron los lazos con la comunidad después de haber alcanzado la fama. 
La comunidad fomentó el interés en aquellos directores y películas que se habían olvidado, rechazado o simplemente permanecían desapercibidas en el Oeste, y fue así como surgió la teoría de autor. Los directores, que eran los cinéfilos franceses de la época, tenían un profundo interés en F. W. Murnau, Robert Flaherty, Sergei Eisenstein, Jean Renoir, Jean Vigo, Orson Welles, Anthony Mann, Louis Feuillade, D. W. Griffith, los hermanos Lumière, Alfred Hitchcock y Georges Méliès incluidos, cuyas películas se proyectarían en películas de nitrato en ocasiones especiales.
Baecque defiende que la cinefilia lectora de revistas es una mirada nueva sobre el cine, desarrollada con virulencia entre 1944 y 1968. En todo caso, la cinefilia es un tipo de cultura que se superpone a la clásica, y que da un sesgo especial a la centuria pasada, sobre todo tras la Segunda Guerra Mundial, y en la que cabe tanto el rechazo prosoviético de lo estadounidense como su opuesta recuperación apasionada por la Nouvelle Vague, así como el desarrollo fundamental de los cine clubes, de gran peso en toda Europa.

### El cine en los años 60 y 70

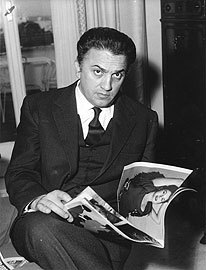
El director italiano Federico Fellini, un personaje público que estuvo de moda durante los años 60 y 70, debía parte de su popularidad al apoyo de los críticos de cine y a la distribución de películas extranjeras con el fin de adaptarse a un público cada vez más sofisticado.

Con el éxito popular de la Nouvelle Vague el cine se puso de moda en Europa y en América. El renacer de las proyecciones y la puesta en marcha de cines independientes especializados en películas extranjeras se hizo cada vez más común. En los Estados Unidos, se solía ver la ciudad de Nueva York como el centro de la cultura cinéfila, debido a la gran variedad de películas que estaban disponibles para ver en cualquier momento. También ayudó al desarrollo de esta cultura la popularidad que había en América de figuras tales como Pauline Kael, Andre Sarrinsand y Susan Sontag. Ciertos escritores y críticos, incluida Sontag, considerarían esto más adelante como la "edad de oro" del cine en los Estados Unidos. Directores como Ingmar Bergman, Akira Kurosawa, Michelangelo Antonioni y Federico Fellini gozaron de bastante popularidad en los Estados Unidos, e influenciaron a la joven generación de entusiastas del cine los cuales se convertirían en el Nuevo Hollywood, entre los que se incluyen Martin Scorsese, Peter Bogdanovich, Francis Ford Coppola y Woody Allen. Debido al crecimiento del interés del público en películas provenientes de otros países, algunos distribuidores especializados como Janus Films y New Yorker Films empezaron a importar y a subtitular películas extranjeras. 
En esta era también se produjo el crecimiento de las sociedades universitarias de películas en los Estados Unidos. Aunque algunas (como Doc Films en la Universidad de Chicago) habían existido desde los años 30, fue en los 60 cuando directores de todas las generaciones hicieron regularmente apariciones en los campus universitarios, tanto para revisar sus antiguas películas como para hablar de las nuevas. 
Al mismo tiempo, la cultura cinéfila de París se fue politizando cada vez más. Los críticos, y por extensión los cinéfilos que seguían su trabajo, empezaron a enfatizar los aspectos políticos de las películas y de los directores. Aunque muchas de las grandes figuras de la comunidad de la posguerra se han asociado inicialmente con la política de derechas, incluyendo la mayoría del grupo Cahiers du Cinéma, a finales de los años 60, Cahiers y el público joven de cinéfilos en general, se habían unido a varias corrientes de la izquierda, con algunas figuras tales como Jean-Luc Godard, afiliado al maoísmo. En este clima tan politizado, el cine, a menudo, se asociaba directamente con el marxismo. Muchos miembros de esta nueva generación de cinéfilos se convertirían en críticos y directores, incluyendo a Serge Daney, Philippe Garrel y Andre Techine.
A pesar de que en ese momento la mayoría de los grandes festivales de cine del mundo ya existían desde hacía décadas (incluido el Festival Internacional de Cine de Berlín, el Festival de Cannes o el Festival de Venecia), esta época marcó su celebración en casi todas las grandes ciudades. El Festival de Cine de Nueva York, el Festival Internacional de Cine de Karlovy Vary y el Festival Internacional de Cine de Chicago surgieron en este período. El Festival Internacional de Cine de Toronto, que suele posicionarse en segundo lugar, por debajo del Festival de Cannes en términos de importancia, fue fundado aproximadamente al final de esta época, en 1976.

### El vídeo doméstico y el final del siglo XX

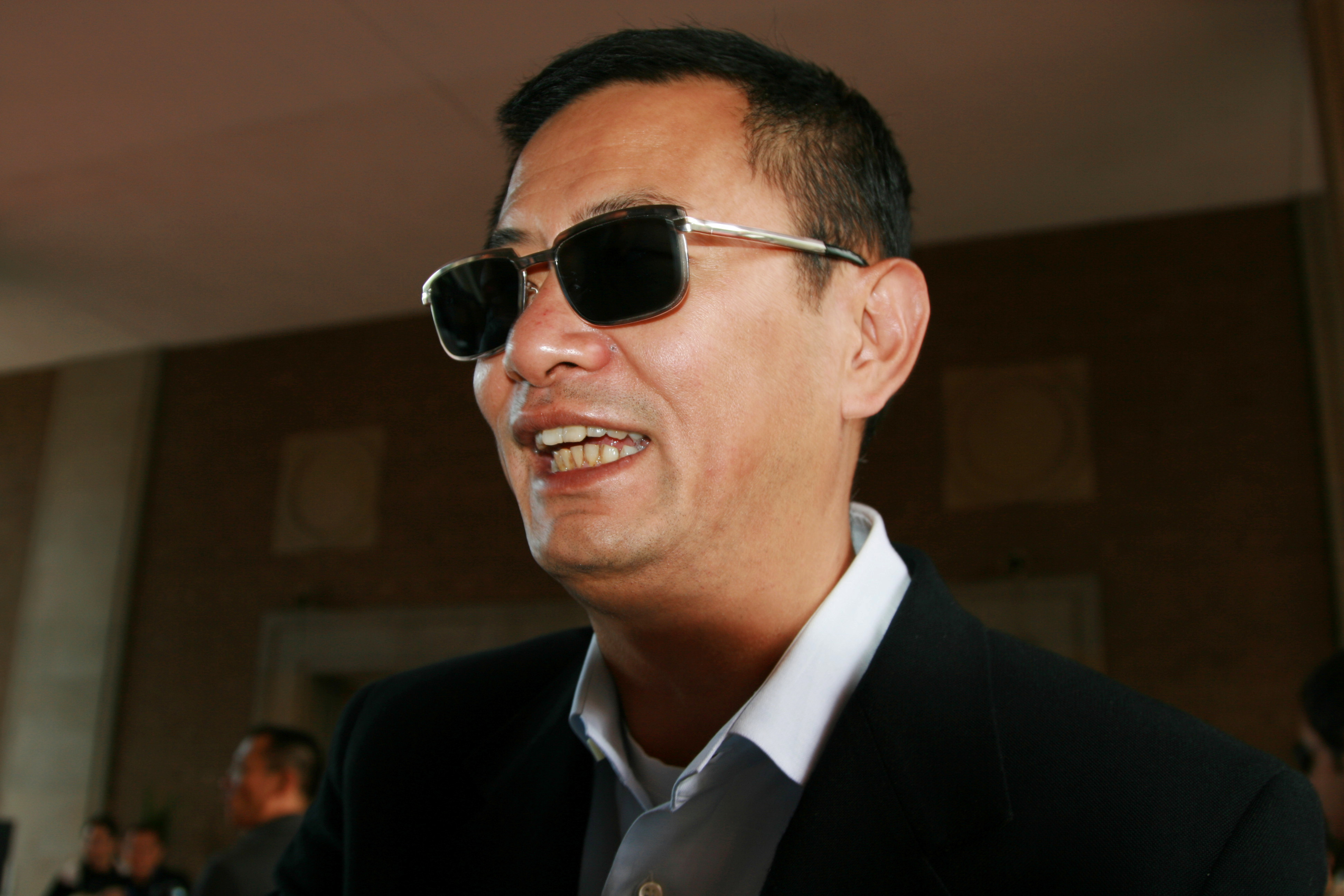
Wong Kar-wai (fotografiado) es un reconocido director de películas de autor de Hong Kong

Con la llegada de la cinta de vídeo VHS y, a continuación, del DVD, la cinefilia se solía asociar cada vez menos con el cine.
Mientras las películas japonesas han disfrutado de la distribución internacional a mediados del siglo XX, a finales del mismo comenzó a aumentar el interés entre los cinéfilos por el cine de otros países asiáticos, especialmente de China, Hong Kong, Taiwán y, más tarde, Tailandia.

### Cinefilia contemporánea

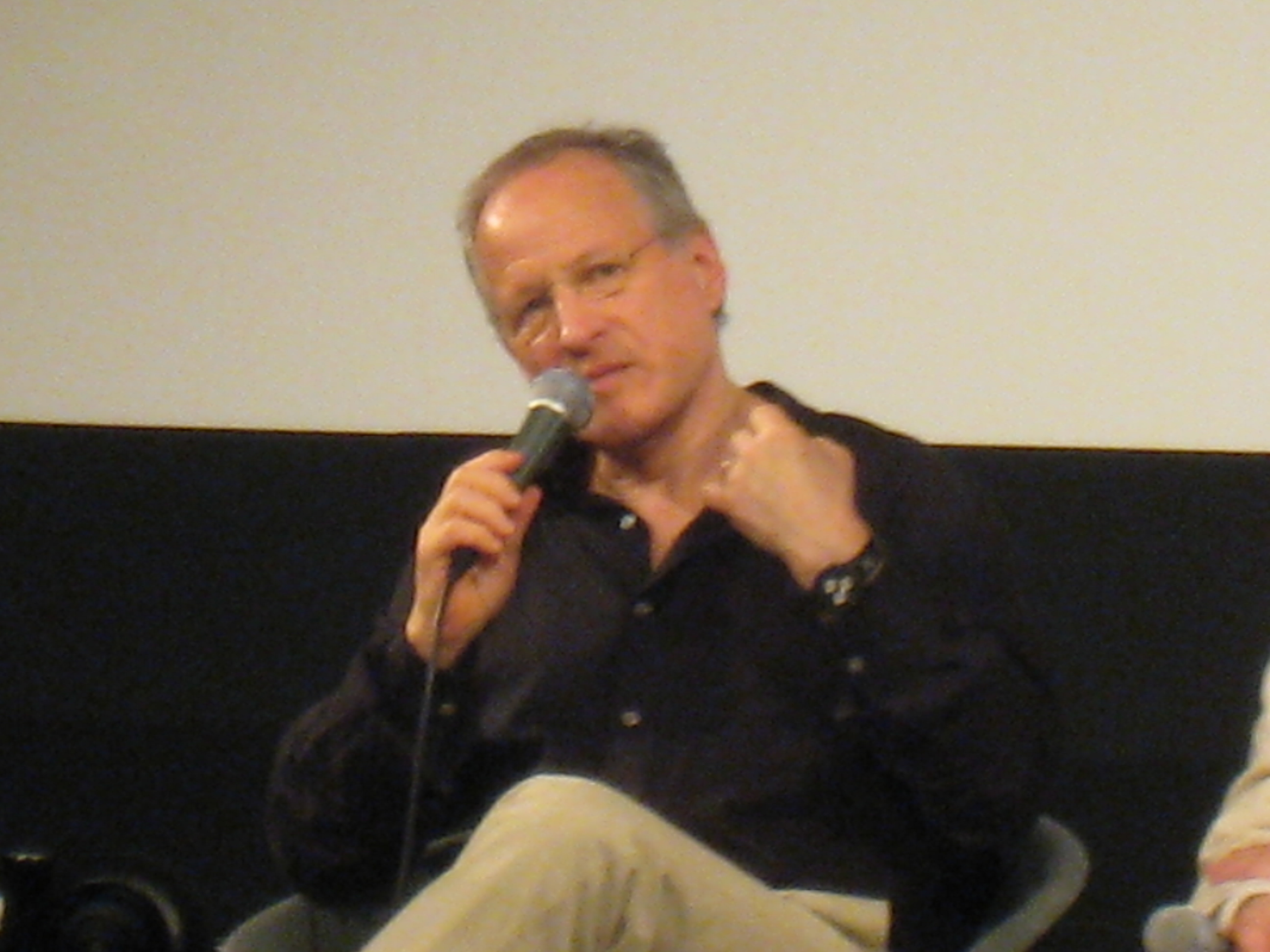
Aunque sus películas han coincidido con su éxito comercial, los cinéfilos suelen considerar al director estadounidense Michael Mann (fotografía de arriba en la Cinémathèque française en 2009) una importante figura

Desde el comienzo del siglo XXI, los blogs han cobrado relevancia en la cultura cinéfila. En los países anglófonos, críticos y teóricos de prestigio como Dave Kehr, David Bordwell, Jonathan Rosenbaum, Glenn Kenny, Wheeler Winston Dixon y Adrian Martin, al igual que cinéfilos amateur como Girish Shambu y Acquarello, juegan papeles clave para fomentar el interés en películas y teorías entre los cinéfilos, al escribir y comunicarse a través de sus blogs. Los foros y pódcast se han convertido en formas populares para agitar el debate, permitiendo que los cinéfilos de diferentes países y culturas discutan ideas sobre el cine. La red social y el servicio en streaming de vídeo Mubi tienen en cuenta precisamente a los cinéfilos, permitiendo a sus miembros el acceso a las películas que a veces no se han distribuido en los cines o en vídeo en sus países de origen. Compañías de distribución de DVD, como la Criterion Collection y Masters of Cinema, satisfacen a los cinéfilos, a menudo incluyendo grandes cantidades de material complementario y crítico con sus lanzamientos.
Como fue el caso de la cinefilia francesa de la época posterior a la guerra, la comunidad cinéfila internacional que se ha desarrollado a través de Internet a menudo hace hicapié en las películas y figuras que no tienen un fuerte reconocimiento crítico o popular, incluyendo a muchos directores que trabajan en cine de género. Entre ellos destacamos a Abel Ferrara, Bela Tarr, Michael Mann, Apichatpong Weerasethakul, Park Chan-wook, Kiyoshi Kurosawa, Philippe Garrel, Pedro Costa, Lucrecia Martel y José Luis Guerin.

## La cinefilia y la producción cinematográfica

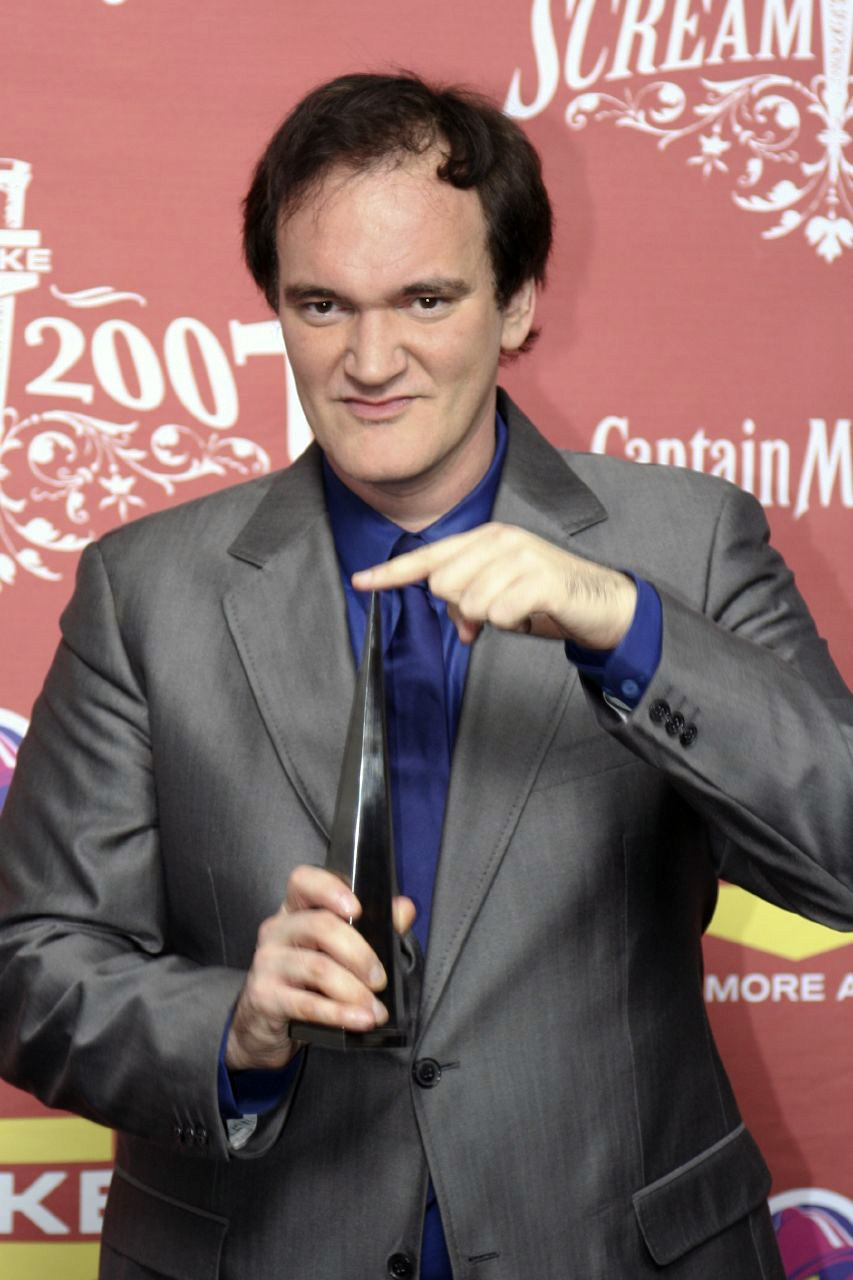
El director y cinéfilo estadounidense Quentin Tarantino a menudo hace referencias en sus obras a las películas y a los directores que admira.

A lo largo de la historia del cine, ha habido numerosos directores que desarrollaron su comprensión del cine yendo a ver películas y participando en comunidades y organizaciones de cinéfilos, en lugar de hacerlo dentro de los marcos formales de cualquier escuela o estudio de cine. Entre los directores que comenzaron como cinéfilos se incluyen Jean-Luc Godard, Claude Chabrol, François Truffaut, Quentin Tarantino, Ed Wood, André Téchiné, Pedro Costa, Jim Jarmusch, Paul Thomas Anderson, Wim Wenders, Wes Anderson, Éric Rohmer, Hal Hartley y Aki Kaurismäki.
Los directores de La Nouvelle vague que aprendieron sobre la producción cinematográfica asistiendo a las proyecciones en cineclubs y discutiendo sobre películas entre ellos, se ven a menudo como modelos para los cinéfilos. Su voracidad intelectual, que equipara el interés por el cine con sólidas interpretaciones de la literatura, el arte y, a veces, la filosofía, no ha dejado de tener influencia en los cinéfilos. Por otro lado, muchos directores subrayan su falta de cinefilia o interés en las películas.
Abbas Kiarostami, Bruno Dumont, Michael Haneke y Bela Tarr, populares entre los cinéfilos, a menudo enfatizan su desinterés por el cine en entrevistas. Robert Bresson adoptó una posición severamente crítica en lo que respecta a la mayoría de las películas, aunque antiguamente fue miembro del club cinematográfico Objectif 49. Cuando se le pidió nombrar las diez mejores películas de todos los tiempos para la revista de cine británica "Sight & Sound", Bresson sólo enumeró dos películas: colocó "Luces de la ciudad" de Charlie Chaplin en las do primeras posiciones, seguida por "La quimera del oro" (también dirigida por Charlie Chaplin) en la tercera posición (en un referéndum de películas similar celebrado en Bruselas en 1952, Bresson enumeró siete películas en total en las cuales fueron incluidas las mismas dos de Charlie Chaplin y dos películas de Robert Flaherty).